# 7e congresdistrict van Alabama

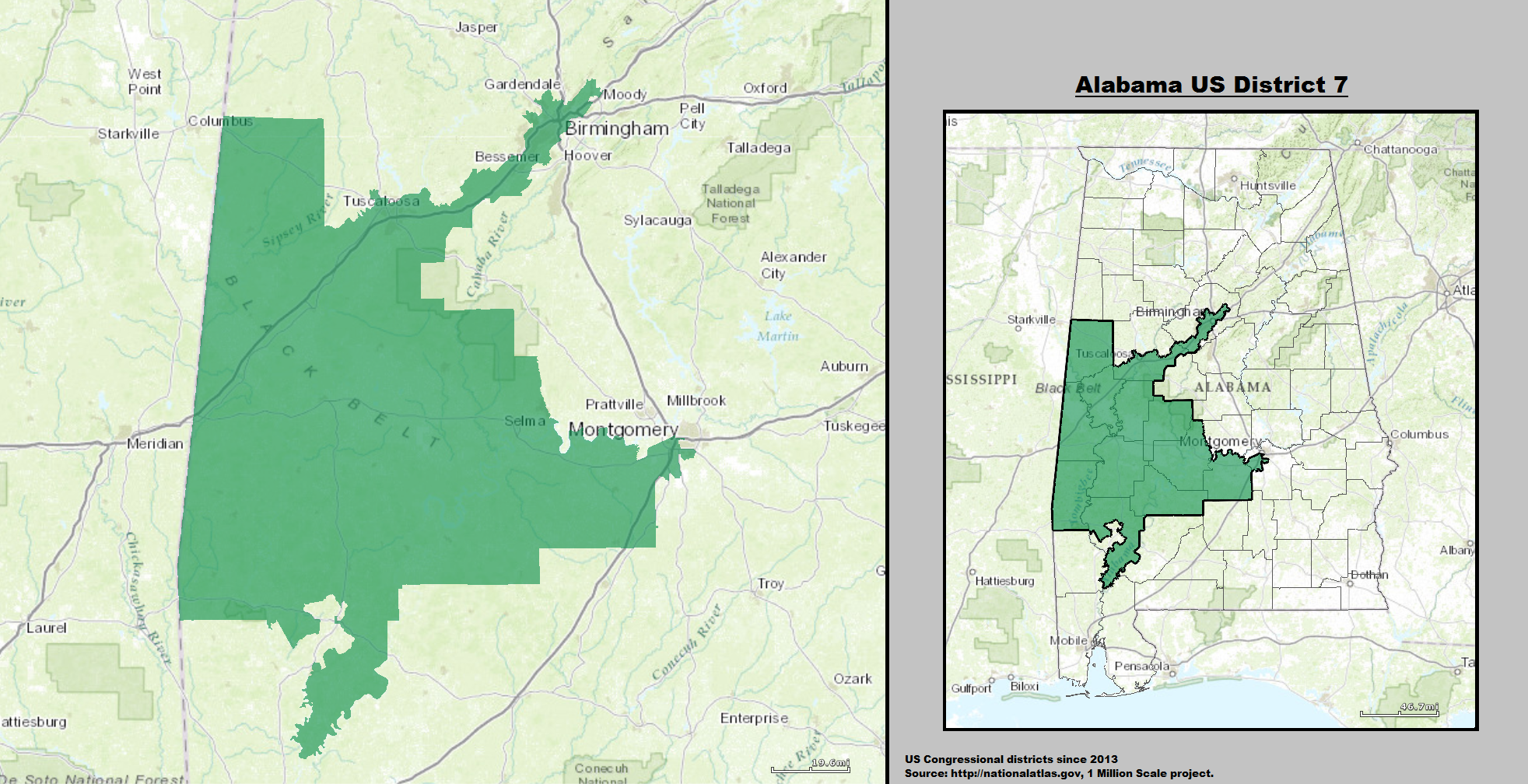
De locatie van het district in de staat Alabama.

Het 7e congresdistrict van Alabama is een kiesdistrict voor het Amerikaanse Huis van Afgevaardigden. Het district bevat delen van Birmingham, Montgomery, Tuscaloosa en Northport. Sinds 3 januari 2011 is Democraat Terri Sewell de afgevaardigde voor het district.

## Presidentsverkiezingen
| Jaar | Resultaten                          | Winnende partij | Winnende partij      |
| ---- | ----------------------------------- | --------------- | -------------------- |
| 2000 | George W. Bush 33% - Al Gore 66%    |                 | Democratische Partij |
| 2004 | George W. Bush 35% - John Kerry 64% |                 | Democratische Partij |
| 2008 | Barack Obama 72% - John McCain 27%  |                 | Democratische Partij |
| 2012 | Mitt Romney 27% - Barack Obama 72%  |                 | Democratische Partij |
| 2016 | Donald Trump - Hillary Clinton      |                 | Democratische Partij |